# Matías Martín Rubio
Matías Martín Rubio Köstner (Calama, 8 agosto 1988) è un ex calciatore cileno, di ruolo attaccante.

## Biografia
Anche suo nonno Ildefonso, suo padre Hugo e i suoi fratelli Eduardo e Diego sono o sono stati calciatori.

## Carriera
Dal 2008 al 2010 ha giocato 28 partite nella prima divisione cilena.